# Örménykút
Örménykút là một thị trấn thuộc hạt Békés, Hungary. Thị trấn này có diện tích 54,56 km², dân số năm 2010 là 390 người, mật độ 7 người/km².